# Anton Engelhard

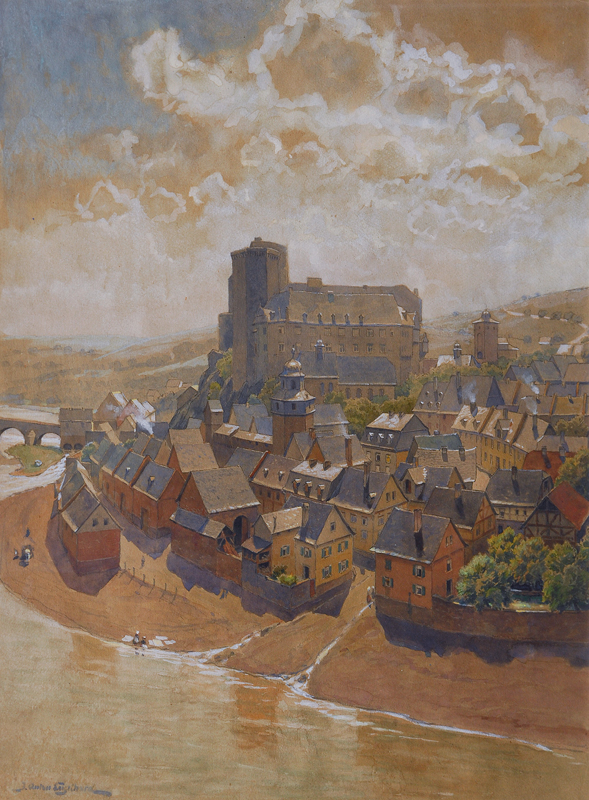
Anton Engelhard –
Runkel an der Lahn

Anton Engelhard (* 8. September 1872 in Frankfurt am Main; † 9. Dezember 1936 in Karlsruhe) war ein deutscher Landschafts- und Tiermaler.
Engelhard studierte von 1886 bis 1888 am Städelschen Kunstinstitut in Frankfurt bei Johann Heinrich Hasselhorst, danach an der Großherzoglichen Badischen Kunstschule Karlsruhe bei Ernst Schurth, Hermann Baisch, Heinrich von Zügel und Leopold von Kalckreuth. 
Ab 1896 war Engelhard in München, ab 1901 in Karlsruhe tätig. Er stellte seine Werke u. a. im Münchener Glaspalast aus. Von 1911 bis 1936 war er künstlerischer Leiter des Badischen Kunstvereins in Karlsruhe.